# Vuelta a España 2008/5. Etappe
| Ergebnis der 5. Etappe            | Ergebnis der 5. Etappe | Ergebnis der 5. Etappe | Ergebnis der 5. Etappe | Ergebnis der 5. Etappe |
| --------------------------------- | ---------------------- | ---------------------- | ---------------------- | ---------------------- |
| Erster                            | Vereinigte Staaten     | Levi Leipheimer        | AST                    | 50:57 min              |
| Zweiter                           | Frankreich             | Sylvain Chavanel       | COF                    | + 0:12 min             |
| Dritter                           | Italien                | Manuel Quinziato       | LIQ                    | + 0:33 min             |
| Vierter                           | Spanien                | Alberto Contador       | AST                    | + 0:49 min             |
| Fünfter                           | Spanien                | Alejandro Valverde     | GCE                    | + 0:59 min             |
| Sechster                          | Belgien                | Jurgen van Goolen      | CSC                    | + 1:06 min             |
| Siebter                           | Danemark               | Michael Blaudzun       | CSC                    | + 1:07 min             |
| Achter                            | Slowakei               | Martin Velits          | MRM                    | + 1:15 min             |
| Neunter                           | Belgien                | Dominique Cornu        | SIL                    | + 1:19 min             |
| Zehnter                           | Deutschland            | Sebastian Lang         | GST                    | gl. Zeit               |
| Zwischenstände nach der 5. Etappe |                        |                        |                        |                        |
| Gesamtwertung                     | Vereinigte Staaten     | Levi Leipheimer        | AST                    | 14:16:11 h             |
| Zweiter                           | Frankreich             | Sylvain Chavanel       | COF                    | + 0:02 min             |
| Dritter                           | Spanien                | Alejandro Valverde     | GCE                    | + 0:30 min             |
| Punktwertung                      | Italien                | Daniele Bennati        | LIQ                    | 51 P.                  |
| Zweiter                           | Belgien                | Tom Boonen             | QST                    | 48 P.                  |
| Dritter                           | Spanien                | Alejandro Valverde     | GCE                    | 38 P.                  |
| Bergwertung                       | Spanien                | Jesus Rosendo          | ACA                    | 16 P.                  |
| Zweiter                           | Spanien                | Manuel Ortega          | ACA                    | 7 P.                   |
| Dritter                           | Spanien                | José Antonio López     | ACA                    | 6 P.                   |
| Kombinationswertung               | Spanien                | Egoi Martínez          | EUS                    | 80 P.                  |
| Zweiter                           | Italien                | Paolo Bettini          | QST                    | 91 P.                  |
| Dritter                           | Spanien                | Manuel Ortega          | ACA                    | 116 P.                 |
| Teamwertung                       | Luxemburg              | Astana                 | AST                    | 42:33:53 h             |
| Zweiter                           | Danemark               | Team CSC-Saxo Bank     | CSC                    | + 0:54 min             |
| Dritter                           | Spanien                | Caisse d’Epargne       | GCE                    | + 2:35 min             |

Die 5. Etappe der Vuelta a España 2008 am 3. September war ein 42,5 Kilometer langes Einzelzeitfahren von Ciudad Real nach Ciudad Real (I.T.T.).
Der als 40. gestartete Manuel Quinziato stellte als Erster eine gute Richtzeit auf, die bis zu den Zeitfahr-Spezialisten Bestand haben sollte. Seine Führung an den beiden Zwischenzeit-Messpunkten konnte er sogar verteidigen, bis alle Fahrer diese Punkte passierten. Die Zeit Quinziatos im Ziel hatte Bestand, bis Levi Leipheimer an der Reihe war. Dieser hatte verhalten begonnen, doch am Ende hatte er einen Vorsprung auf Quinziato von über einer halben Minute. Von den anderen Favoriten auf den Gesamtsieg konnte niemand Leipheimer gefährden. Einzig der französische Zeitfahrmeister Sylvain Chavanel kam nahe an den US-Amerikaner heran. Letztendlich fehlten ihm zwölf Sekunden. Die deutschen Hoffnungen auf einen Tagessieg hatten auf Sebastian Lang, Stefan Schumacher und Andreas Klöden geruht. Letztere konnten sich allerdings nicht unter den besten Zehn platzieren und belegten am Ende die Plätze elf und zwölf. Lang gelang dies als Zehntem dagegen knapp.

## Aufgaben
- 43 Aurélien Clerc
- 65 Maryan Hary

## Zwischenzeiten
- 1. Zwischenzeit bei Kilometer 11

| Erster   | Italien            | Manuel Quinziato   | LIQ | 13:58 min  |
| Zweiter  | Russland           | Michail Ignatjew   | TCS | + 0:05 min |
| Dritter  | Spanien            | Alejandro Valverde | GCE | + 0:11 min |
| Vierter  | Belgien            | Tom Boonen         | QST | + 0:17 min |
| Fünfter  | Danemark           | Michael Blaudzun   | CSC | + 0:18 min |
| Sechster | Deutschland        | Sebastian Lang     | GST | + 0:22 min |
| Siebter  | Vereinigte Staaten | Levi Leipheimer    | AST | gl. Zeit   |
| Achter   | Ukraine            | Wolodymyr Djudja   | MRM | + 0:26 min |
| Neunter  | Deutschland        | Andreas Klöden     | AST | gl. Zeit   |
| Zehnter  | Frankreich         | Sylvain Chavanel   | COF | gl. Zeit   |
- 2. Zwischenzeit bei Kilometer 28

| Erster   | Italien            | Manuel Quinziato   | LIQ | 34:41 min  |
| Zweiter  | Frankreich         | Michail Ignatjew   | TCS | + 0:24 min |
| Dritter  | Frankreich         | Sylvain Chavanel   | COF | + 0:41 min |
| Vierter  | Vereinigte Staaten | Levi Leipheimer    | AST | + 0:42 min |
| Fünfter  | Deutschland        | Sebastian Lang     | GST | + 0:48 min |
| Sechster | Spanien            | Alejandro Valverde | GCE | + 0:51 min |
| Siebter  | Slowakei           | Martin Velits      | MRM | + 0:52 min |
| Achter   | Danemark           | Michael Blaudzun   | CSC | + 0:53 min |
| Neunter  | Frankreich         | Dimitri Champion   | BTL | + 0:57 min |
| Zehnter  | Spanien            | Alberto Contador   | AST | + 1:06 min |

## Punkte für die Punktwertung
- Zielankunft in Ciudad Real (I.T.T.) (620 m ü. NN)

| Erster   | Vereinigte Staaten | Levi Leipheimer    | AST | 25 P. |
| Zweiter  | Frankreich         | Sylvain Chavanel   | COF | 20 P. |
| Dritter  | Italien            | Manuel Quinziato   | LIQ | 16 P. |
| Vierter  | Spanien            | Alberto Contador   | AST | 14 P. |
| Fünfter  | Spanien            | Alejandro Valverde | GCE | 12 P. |
| Sechster | Belgien            | Jurgen van Goolen  | CSC | 10 P. |
| Siebter  | Danemark           | Michael Blaudzun   | CSC | 9 P.  |
| Achter   | Slowakei           | Martin Velits      | MRM | 8 P.  |
| Neunter  | Belgien            | Dominique Cornu    | SIL | 7 P.  |
| Zehnter  | Deutschland        | Sebastian Lang     | GST | 6 P.  |
| 11.      | Deutschland        | Stefan Schumacher  | GST | 5 P.  |
| 12.      | Deutschland        | Andreas Klöden     | AST | 4 P.  |
| 13.      | Belgien            | Tom Boonen         | QST | 3 P.  |
| 14.      | Frankreich         | Dimitri Champion   | BTL | 2 P.  |
| 15.      | Spanien            | Carlos Sastre      | CSC | 1 P.  |